# Bellom Pescarolo
Bellom Pescarolo, anche detto Bellomo (Torino, 18 giugno 1861 – Torino, 28 luglio 1930), è stato un patologo e politico italiano.

## Biografia
Laureato nel 1885 inizia la sua carriera come assistente del prof. Camillo Bozzolo presso la clinica medica dell'università di Torino, dove pochi anni dopo ottiene la libera docenza di neuropatologia e di patologia speciale medica. Studioso di chirurgia del sistema nervoso e della cura dei tumori, è stato membro dell'accademia di medicina e primario dell'ospedale San Giovanni a Torino. Originario di famiglia ebraica, due anni prima della morte si converte al cattolicesimo.